# Lia Finocchiaro
Lia Emele Finocchiaro (prononcé en italien : /ˈliːa ˈɛmele finokˈkjaːro/), née le 20 septembre 1984 à Darwin, est une femme politique australienne.
Elle est ministre en chef du Territoire du Nord depuis le 28 août 2024, après que le Parti rural libéral a remporté les élections législatives

## Positions
Finocchiaro soutient le droit des femmes à l'avortement. En mars 2017, elle vote en faveur de la législation qui rend l'avortement légal dans le Territoire du Nord et rend le médicament RU486 plus accessible aux femmes vivant dans des zones rurales.